# Miloš Okuka
Miloš Okuka (* 2. August 1944 in Porija/Ulog, Gemeinde Kalinovik, Jugoslawien) ist ein Slawist.
Okuka war zunächst an der Universität Sarajevo tätig, zuletzt als Professor. Kurz vor dem Bosnienkrieg kam er als Lektor für Serbokroatisch an die Universität München. Dort war er bis zu seiner Pensionierung 2009 als wissenschaftlicher Mitarbeiter tätig.
Okuka ist Unterzeichner der 2017 veröffentlichten Deklaration zur gemeinsamen Sprache der Kroaten, Serben, Bosniaken und Montenegriner.

## Werke
- Sava Mrkalj als Reformator der serbischen Kyrilliza (= Slavistische Beiträge 91). Mit einem Nachdruck der Salo debeloga jera libo Azbukoprotres. Sagner, München 1975, ISBN 3-87690-103-0.
- Jezik i politika. Oslobođenje, Sarajevo 1983 (Sprache und Politik).
- Eine Sprache – viele Erben. Sprachpolitik als Nationalisierungsinstrument in Ex-Jugoslawien (= Österreichisch-bosnische Beziehungen 4). Wieser, Klagenfurt u. a. 1998, ISBN 3-85129-249-9.
- Deutsch-serbische Kulturbeziehungen im Spiegel des Volksliedes. Talvj-Therese Albertine Luise von Jakob (1797–1870) (= Studien zur Slavistik 4). Kovac, Hamburg 2003, ISBN 3-8300-0908-9.